# Richard von Kühlmann
Richard von Kühlmann (født 3. maj 1873 i Konstantinopel, død 16. februar 1948) var en tysk diplomat og industrimand. Von Kühlmann var i perioden fra den 6. august 1917 til 9. juli 1918 Tysklands udenrigsminister.

## Diplomat
Kühlmann var i perioden fra 1908 til 1914 diplomat på Det Tyske Kejserriges ambassade i London, hvor han aktivt studerede de moderne politiske og sociale forhold i Storbritannien og i Irland, der på daværende tidspunkt var en del af Det forenede kongerige. Ved udbruddet af første verdenskrig blev han kortvarigt udstationeret på ambassaderne i Sverige og Holland, inden han i september 1916 tiltrådte som kejserrigets ambassadør i Konstantinopel, hovedstaden i Det Osmanniske Rige, der dengang var allieret med Tyskland. I Konstantinopel grundlagde han et nyhedsbureau, der blev mediet for Tysklands propaganda i det Osmanniske rige. I den forbindelse var von Kühlmann aktiv i at opildne islamisk jihad, blandt andet ved at forsøge at overbevise lokalbefolkningen om Tysklands sympati for islam og ved at uddele postkort, der viste ruiner af kirker nedbrændt af den tyske hær i Belgien.
Under Det armenske folkedrab i 1915 var Kühlmann oprindeligt modstander af, at udsætte den armenske civilbefolkning for massakrer. Kühlmann støttede imidlertid den tyrkiske nationalisme og omtalte massakrerne som "påståede". Von Kühlmann lagde vægt på alliancen mellem Tyskland og osmannerne/tyrkerne og betegnede den osmannisk/tyrkiske fremfærd overfor det kristne armenske mindretal som "interne politiske forhold". Efterfølgende tilkendegav von Kühlmann imidlertid, at "Ødelæggelsen af det armenske folk fandt sted i stort omfang. Denne udryddelsespolitik vil i en lang periode være en plet på Tyrkiets navn."
I august 1917 blev von Kühlmann udnævnt til udenrigsminister og rejste herefter fra Konstantinopel til Berlin.

## Udenrigsminister
Richard von Kühlmann blev udnævnt til udenrigsminister i august 1917 og ledte den delegation, der forhandlede the Brest-Litovsk-freden, der bragte 1. Verdenskrig til afslutning for det Russiske Kejserrige. Han forhandlede også Freden i Bukarest i 1918 med Rumænien. Under forhandlingerne om traktaterne oplevede von Kühlmann modstand fra den tyske generalstab og særligt fra Erich Ludendorff, der ønskede territoriale indrømmelser ved Tysklands østgrænse, et tysk protektorat i Baltikum og større sikkerhed mod spredning af bolsjevismen.
Von Kühlmann holdt i juli 1918 en tale i den tyske Rigsdag om landets generelle tilstand, hvorunder han nævnte, at krigen ikke kunne afgøres alene med våben, underforstået at det også krævede diplomati at opnå en fredsslutning. Talen blev i flere kredse i Tyskland opfattet som manglende tro på kejserrigets hær og skabte opstandelse, og generalstaben blev inddraget. I en efterfølgende tale tog kansler Georg von Hertling afstand fra von Kühlmann, og von Kühlmann indgav herefter sin afskedsbegæring til kejser Wilhelm 2. i juli 1918.

## Efter 1. verdenskrig
Efter Første Verdenskrig var Kühlmann atter aktiv som diplomat. Han skrev bøger og administrerede en række ejendomme. Han sad endvidere i en række bestyrelser i den tyske stålindustri. I 1928 blev Kühlmann formand for Deutschen Kulturbund (Det Tyske Kulturforbund).
Kühlmann skrev manuskript til sine erindringer, men hans private arkiv brændte under et bombeangreb på Berlin i november 1943. Kühlmann færdiggjorde manuskriptet i september 1944. Efter attentatforsøget på Hitler i 1944 blev von Kühlmann som mange andre tyske embedsmænd anholdt i oktober 1944 af Gestapo, der konfiskerede von Kühlmanns dokumenter. Først i sommeren 1947 kunne han aflevere manuskriptet. Han døde før han kunne læse korrektur på de første tryk.

## Eksterne links
- Wikimedia Commons har flere filer relateret til Richard von Kühlmann
- Opslag i Encyclopædia Britannica (1922) fra Wikisource